# École d’Économie de Paris
Die École d’Économie de Paris (auch bekannt als Paris School of Economics (PSE)) ist eine Kooperation mehrerer französischer Hochschulen und zweier Forschungszentren im Großraum Paris.
Zweck ist die Bündelung hochkarätiger wirtschaftswissenschaftliche Forschung und der Ausbildung von Graduierten. Der Name wurde in Anlehnung an die renommierte London School of Economics gewählt, um den Anspruch des Zusammenschlusses zu verdeutlichen. Beteiligte Institutionen sind die École normale supérieure, die École nationale des ponts et chaussées, die Université Paris 1 Panthéon-Sorbonne, die École des hautes études en sciences sociales (EHESS), und die beiden Forschungszentren Institut national de la recherche agronomique (INRA) und Centre national de la recherche scientifique (CNRS).

## Rankings
Seit der Gründung im Jahre 2006 wurden Spitzenplätze erreicht. Das globale Ranking der Wissenschaftsdatenbank RePEc listet die Hochschule im April 2020 weltweit auf Platz 5 und europaweit auf Platz 1 (vor der University of Oxford).